# عصيان الحزب الديمقراطي الكردي في إيران
تصاعد عصيان الحزب الديمقراطي الكردي الإيراني في عام 1989، واستمر حتى عام 1996، كجزء من النضال الانفصالي الكردي. اندلاع الصراع في يوليو 1989 كان بسبب اغتيال زعيم الحزب الديمقراطي الكردستاني عبد الرحمن قاسملو على يد عملاء الحكومة الإيرانية المشتبه بهم. وقعت أعنف الأحداث في عامي 1990 و1991، عندما شن الجنود الأكراد هجمات واسعة النطاق على القواعد العسكرية الإيرانية في المناطق الكردية في إيران. أدى ذلك إلى انتقام شديد من الحكومة الإيرانية، بهدف القضاء على قيادة الحزب الديمقراطي الكردستاني من خلال اغتيال صادق شرفكندي وقادة آخرين في الحزب الديمقراطي الكردستاني في عام 1992 من أجل تعطيل قدرة الحزب الكردي على العمل. تلاشى الصراع مع سياسة الاغتيالات المستهدفة الفعالة لإيران وبحلول عام 1996 لم يعد الحزب الديموقراطي قادرًا على العمل عسكريًا وأعلن عن وقف إطلاق النار من جانب واحد. وأودى الصراع بحياة مئات الأشخاص معظمهم من القوات الحكومية الإيرانية ومسلحون أكراد.

## الخلفية
في عام 1979، اندلع تمرد واسع النطاق، حيث قاوم الحزب الديمقراطي الكردي في إيران وحلفاؤه الأكراد النظام الجديد. بينما حارب الحرس الثوري الإيراني لإعادة بسط سيطرة الحكومة في المناطق الكردية، قُتل أكثر من 10،000 كردي خلال هذه العملية.[هل المصدر موثوق به؟]
استمرت جيوب متمردي الحزب الديمقراطي الكردستاني في الانخراط في قتال منخفض المستوى حتى عام 1983، حيث تم تحويل القوات الإيرانية إلى الجبهة العراقية، مع تصعيد الحرب الإيرانية العراقية.
في حين تم التغلب على معظم نشاطه العسكري والسياسي في إيران بشكل كبير بعد تمرد 1979، واصل الحزب الديمقراطي الكردستاني في إيران أنشطته المعارضة خلال الثمانينيات. ومع ذلك، استمرت حملة القمع – اغتيل عبد الرحمن قاسملو، زعيم الحزب الديمقراطي الكردستاني في إيران، في يوليو 1989 من قبل الحكومة الإيرانية.
كانت الذريعة الفورية لتجدد تمرد الحزب الديمقراطي الكردستاني هي حدث فبراير 1990، عندما تظاهر آلاف الأكراد في سبع مدن إيرانية واعتُقل أكثر من 500 فيما بعد. ويقال إن سبب هذه الاحتجاجات هو إعدام 17 ناشطاً كردياً. نتيجة لهذا القمع، جدد الحزب الديمقراطي الكردستاني أنشطته العسكرية.

## الجدول الزمني للصراع

### 1989
اغتيل عبد الرحمن غسملو، زعيم الحزب الديمقراطي الكردستاني، على يد عملاء استخبارات إيرانيين مشتبه بهم في فيينا، النمسا في 13 يوليو 1989. أثار الاغتيال تصعيدًا فوريًا للنزاع الكردي الإيراني. اشتبكت القوات الحكومية والمتمردين الأكراد بالقرب من مهاباد في سبتمبر وأكتوبر 1989، مما أدى إلى مقتل 172 جنديًا حكوميًا.

### 1990
من أبريل إلى أغسطس 1990، شن مسلحون أكراد العديد من الهجمات ضد القوات الحكومية. قُتل أكثر من 300 جندي إيراني وأُسر أكثر من 150. أفرجت المعارضة الكردية عن 152 أسير حرب في 28 يوليو 1990 كبادرة إنسانية.
في نوفمبر 1990، اعتقلت قوات الأمن الإيرانية جنديًا كرديًا متهمًا بقتل اثنين من الحرس الثوري في هجمات الصيف.

### 1991
خلال عام 1991، زادت إيران من القمع السياسي، متهمةً من قبل الحزب الديمقراطي الكردستاني بانتهاك حقوق الإنسان. في 14 يناير 1991، أعدمت إيران سبعة أكراد، جميعهم أعضاء في الحزب الديمقراطي الكردستاني، بتهمة «التجسس والقتل والأنشطة المسلحة».
في مارس 1991، عبرت القوات الإيرانية الحدود إلى العراق وهاجمت قوات المعارضة الإيرانية، بما في ذلك القوات الكردية. خلال الصيف، شن مسلحون أكراد إيرانيون هجمات ضد الجيش الإيراني، زُعم أنهم قتلوا خمسة مسّاحين إيرانيين بالقرب من الحدود التركية في أغسطس. كما أضرم مقاتلو الحزب الديمقراطي الكردستاني النار في معرض للآلات الصناعية واحتجزوا رجال الشرطة لفترة وجيزة كرهائن في مدينة مهاباد انتقاما من الهجمات الإرهابية الإيرانية.

### 1992
في أوائل عام 1992، اندلعت الاحتجاجات والقتال في العديد من البلدات الكردية في غرب إيران. في بلدة بوكان قتل أو جرح 17 شخص. في مارس 1992، كانت هناك عدة تقارير تفيد بأن الأكراد الإيرانيين يهاجمون إيران عبر الحدود العراقية.
في 13 سبتمبر 1992، اتفقت إيران وتركيا على تعزيز أمن الحدود وتضييق الخناق على السكان الأكراد في كل منهما. تستخدم معارضة كل دولة الدولة الأخرى كقاعدة لعملياتها.
في 17 سبتمبر 1992، أطلق مسلحان يعتقد أنهما يعملان لحساب الحكومة الإيرانية النار على ثمانية من مسؤولي الحزب الديمقراطي الكردستاني في بون بألمانيا. قتل أربعة سياسيين من الحزب الديمقراطي الكردستاني وسائقهم.

### 1993
خلال عام 1993، قصفت القوات الإيرانية قوات المعارضة الكردية الإيرانية في العراق بالمدفعية والطائرات. بين أبريل ومايو 1993، عبرت القوات الإيرانية الحدود إلى العراق وهاجمت القوات الكردية. وفي النهاية احتلوا «منطقة أمنية» تزيد مساحتها عن 100 كيلومتر مربع. في 9 أغسطس 1993، عبرت القوات الإيرانية الحدود إلى العراق وهاجمت القوات الكردية مرة أخرى. في الخريف استأنف الجنود الأكراد قتالهم ضد الحرس الثوري الإيراني.
في 15 نوفمبر 1993، فجرت إيران سيارة في كردستان العراق مما أسفر عن مقتل ستة من بينهم 5 من أعضاء الحزب الديمقراطي الكردستاني. هذه الحوادث وغيرها تجعل كلاً من الأمم المتحدة ومنظمة العفو الدولية تتهمان الحكومة الإيرانية بالاغتيال السياسي لأعضاء المعارضة الكردية.

### 1994
في 7 يناير 1994، اغتيل عضو بارز في الحزب الديمقراطي الكردستاني على أيدي مسلحين يُعتقد أنهم ينتمون إلى قوات الأمن الإيرانية.
في 17 أغسطس 1994، قال الحزب الديمقراطي الكردستاني إنه قتل 15 من الحرس الثوري الإيراني في اشتباك في غرب إيران. بعد أسبوعين، في 1 سبتمبر 1994، قالت وكالة أنباء إيرنا الإيرانية إن الجنود الأكراد أغلقوا طريقًا سريعًا في غرب إيران، وأضرموا النيران في مركبتين عسكريتين وأصابوا شخصًا.
في 25 سبتمبر 1994، اتفقت تركيا وإيران على منع جماعات المعارضة من العمل في أراضي كل منهما. بعد ذلك، شنت إيران حملة قمع قاسية على السكان الأكراد – في 11 أكتوبر 1994 أعلن الحزب الديمقراطي الكردي في إيران أن أربع قرى كردية قد هدمتها إيران وأن السلطات طلبت من سكان خمس قرى أخرى المغادرة. في 6–9 تشرين الثاني (نوفمبر)، قصفت إيران العديد من جماعات المعارضة الكردية الإيرانية في العراق.

### 1995
في أبريل 1995، قتل ما مجموعه ستة أكراد إيرانيين في هجمات في كردستان العراق على يد عملاء الحكومة الإيرانية. في 5 يونيو، قُتل عضوان آخران من جماعة كردية إيرانية في كردستان العراق على يد عملاء للحكومة الإيرانية، وفقًا لتقرير وزارة الخارجية السنوي عن الإرهاب. في 4 أغسطس 1995 قال الحزب الديمقراطي الكردستاني الإيراني إن عملاء الحكومة الإيرانية اغتالوا ممثله في بغداد. ونفت طهران الاتهامات وزعمت أن عمليات القتل كانت نتيجة اقتتال سياسي بين قوى المعارضة.
في سبتمبر وأكتوبر، اتهمت جماعة معارضة كردية إيرانية مسؤولين إيرانيين بتعذيب وإعدام عشرة سجناء سياسيين أكراد كانوا يؤيدون جماعة سياسية محظورة، الحزب الديمقراطي الكردستاني الإيراني. كما تم اعتقال 345 شخصًا آخر في هذا الوقت لارتكاب نفس المخالفة.
استؤنفت الاشتباكات العسكرية في 4 كانون الأول (ديسمبر) 1995، حيث قتل الحزب الديمقراطي لكردستان الإيرانية 15 عنصراً من قوات الأمن الإيرانية في اشتباكات غربي إيران.

### 1996
في 22 يونيو 1996، قتلت القوات التركية داخل إيران سبعة من أعضاء الحزب الديمقراطي الكردستاني في إيران. في 10 يوليو، فجر عملاء إيرانيون سيارة مفخخة بالقرب من مجمع سكني وسط التمركز الرئيسي لمخيمات اللاجئين التابعة للحزب الديمقراطي الكردستاني في شمال العراق. في 28 يوليو، تم إعدام رحمن رجبابي هاموند، عضو الحزب الديمقراطي الكردستاني. وانبثقت التهم الموجهة إليه عن شكوى من شخص عادي تم سحبها فيما بعد.
في 29 يوليو 1996، دخل 3000 جندي إيراني الأراضي الكردية في شمال العراق بحثًا عن مقاتلي الحزب الديمقراطي الكردستاني، مما أسفر عن مقتل 20 عضوًا من الحزب الديمقراطي الكردستاني وتهجير أكثر من 2000 لاجئ كردي إيراني. وزعم مسؤولون إيرانيون أن الهجوم كان مبررًا على أساس الدفاع عن النفس.
بعد العملية، في 4 أغسطس 1996، أعلن أعضاء الحزب الديمقراطي الكردستاني أنهم سيوقفون الهجمات عبر الحدود من العراق إلى إيران.

## ما بعد الكارثة
بعد إعلان وقف إطلاق النار من جانب واحد عام 1996، تحول صراع الحزب الديمقراطي الكردستاني ضد النظام الإيراني إلى المعارضة السياسية. في أبريل 1997، أدى تحسن العلاقات بين طهران وأنقرة إلى ترحيل أكثر من 70 من أعضاء الحزب الديمقراطي الكردستاني من تركيا إلى شمال العراق. في 13 أبريل، اتهم الأكراد الإيرانيون المسؤولين الإيرانيين بمحاولة تسميم أعضاء الحزب الديمقراطي الكردستاني، بعد أن عولج 85 كرديًا إيرانيًا من التسمم الغذائي بمادة شديدة السمية. خف الضغط على الحزب الديمقراطي الكردستاني منذ انتخاب حكومة محمد خاتمي المعتدلة عام 1997.
في 16 فبراير 1999، أدى اعتقال زعيم حزب العمال الكردستاني عبد الله أوجلان إلى أعمال شغب من قبل الأكراد في إيران، وخاصة في غرب إيران، وكذلك في جميع أنحاء أوروبا.
تجدد التمرد في كردستان الإيرانية منذ عام 2004 من قبل منظمة كردية أخرى – حزب الحياة الحرة الكردستاني.

### تجدد التوترات
في يناير 2014، قتلت القوات الإيرانية عضوًا في الحزب الديمقراطي الكردستاني، عندما كان يوزع المنشورات.
في سبتمبر 2014، في عدد من الاشتباكات، اشتبك الحزب الديمقراطي الكردستاني الإيراني مع الأمن الإيراني لأول مرة منذ سنوات عديدة، مما أسفر عن مقتل 6 جنود إيرانيين على الأقل. لم يكن من الواضح ما إذا كان هذا نتيجة لتغيير السياسة من قبل الحزب الديمقراطي لكردستان الإيرانية (الذي تجنب العنف منذ عام 1996) أو سلسلة من الحوادث المعزولة.
في مايو 2015، أدى هجوم إيراني مشتبه به (يُزعم أنهم متنكرون في زي مقاتلي حزب العمال الكردستاني) على قوة حزب الحياة الحرة الكردستاني على الحدود الإيرانية العراقية الكردستانية إلى مقتل 6 –2 من الحزب الديمقراطي الكردستاني و4 من حزب العمال الكردستاني (أو عملاء إيرانيين مزعومين).
في يونيو 2015، ورد أن هجوم الحزب الديمقراطي الكردستاني الإيراني على قوات الحرس الثوري أدى إلى مقتل 6 أشخاص.
في عام 2016، استأنف الحزب الديمقراطي الكردستاني الإيراني تمرده العسكري ضد إيران.

## الردود

### المسؤولون الإيرانيون
في 23 أغسطس 1996، صرح الرئيس الإيراني السابق أبو الحسن بني صدر أنه خلال السنوات الخمس عشرة الماضية، أمرت الحكومة الإيرانية بقتل أكثر من 60 معارضًا، بما في ذلك 4 من قادة الحزب الديمقراطي الكردستاني في ألمانيا عام 1992.

### الاتحاد الأوروبي
في 10 أبريل 1997، اتهمت محكمة ألمانية الحكومة الإيرانية بمقتل 4 معارضين أكراد في ألمانيا عام 1992. استدعت جميع دول الاتحاد الأوروبي، باستثناء اليونان، سفراءها من إيران مؤقتًا بعد صدور حكم المحكمة، كفرض عقوبات دبلوماسية محدودة على إيران.